# Cratere Boulanger
Boulanger  è un cratere sulla superficie di Venere. Deve il suo nome a Nadia Boulanger, organista e direttrice d'orchestra francese.